# Gigantochloa albovestita
Gigantochloa albovestita là một loài thực vật có hoa trong họ Hòa thảo. Loài này được (Holttum) K.M.Wong mô tả khoa học đầu tiên năm 1995.